# Андреевка (Решетиловский район)
Андре́евка (укр. Андріївка) — село,
Демидовский сельский совет,
Решетиловский район,
Полтавская область,
Украина.
Код КОАТУУ — 5324280502. Население по переписи 2001 года составляло 22 человека.

## Географическое положение
Село Андреевка находится на правом берегу реки Полузерье,
выше по течению на расстоянии в 3 км расположено село Косточки (Полтавский район),
ниже по течению примыкает село Левенцовка,
на противоположном берегу — село Браилки.